# 운수사 대웅전 석조여래삼존좌상
부산 운수사 대웅전 석조여래삼존좌상(釜山 雲水寺 大雄殿 石造如來三尊坐像)은 부산광역시 사상구 모라동 운수사에 있는 조선시대의 불상이다. 2008년 9월 11일 부산광역시의 유형문화재 제92호로 지정되었다.

## 개요
운수사 대웅전 석조여래삼존좌상의 재질은 조선후기 영남 지역에서 다수 사용되었던 불석(제오라이트)으로, 조선시대에 성행한 목조, 소조 불상과는 다른 이 지역 불상 재료의 특징으로 판단된다.
절대연대는 알 수 없지만 이 삼존불상의 양식을 통해서 17세기 불상 양식을 계승한 가운데 18세기의 도식적이고 평판적인 특징들을 확인할 수 있는데, 이렇게 판단된 조성 년대는 운수사에 현존하는 <중수목판기(重修木板記)>의 내용과도 다소 부합되는 사실이어서 더욱 신빙성을 더하고 있다.
삼존불 중 좌협시보살상은 여래형 착의를 한 우협시와는 달리 보살상의 전통적 착의법인 천의를 걸치고 있으며, 팔찌와 같은 형태의 장신구를 양팔에도 착용하고 있는 점에서 조선후기의 다른 여래삼존상과는 구별된다.
운수사 대웅전 석조여래삼존좌상은 불상의 재료와 착의법, 목조로 만들어진 보살상의 보관, 그리고 보살상의 독특한 수인 및 삼존불의 개성적인 얼굴 등에서 조선후기 조각승의 개인 양식 혹은 지역성이 잘 드러난 작품으로 평가되며, 부산·경남 지역에서 현존하는 17~18세기 불상으로 중요한 위치를 차지하는 문화재이다.

## 참고 자료
- 운수사대웅전석조여래삼존좌상 - 국가유산청 국가유산포털
- 이 문서에는 문화재청에서 공공누리 제1유형으로 배포된 자료를 바탕으로 한 내용이 포함되어 있습니다.